# Замок Де Хаар
Kasteel de Haar (раніше Het Huys te Haer) — замок у Нідерландах, у селі Гаарцуйленс в Утрехті.  

## Історія
Замок має багату історію. 

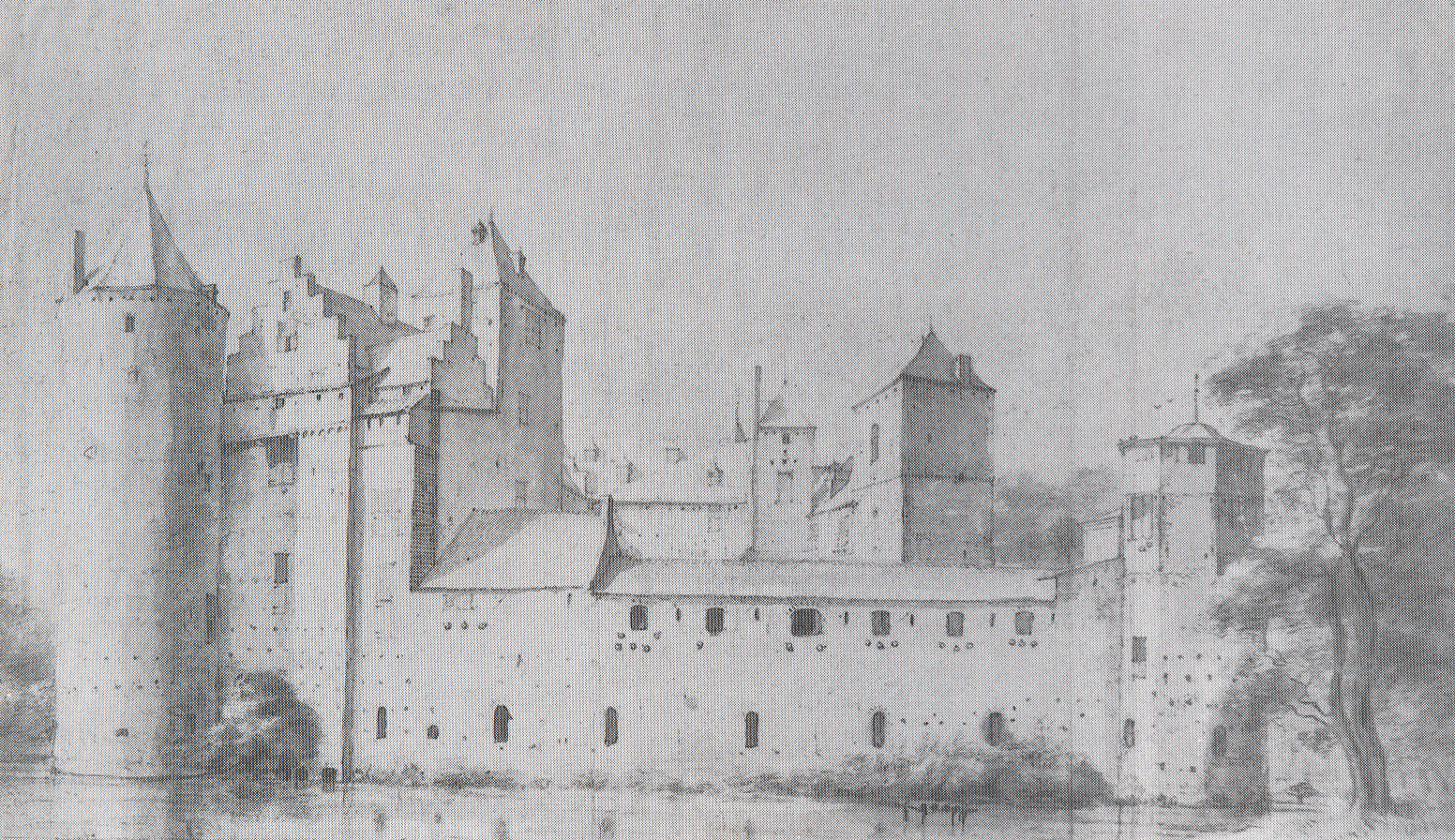
Замок у 1646/1647 роках, намальований Р. Рогманом

Замок де Хаар (нідерл. Kasteel de Haar, раніше Het Huys te Haer) - монументальний замок в утрехтському селі Хаарцуйленс. Це найбільший замок у Нідерландах. Він був побудований у неоготичному стилі у 1892 році на руїнах старого замку. Спроектований та побудований майстром голландської неоготики Кейперсом на рубежі XIX та XX століть для членів сімейства Ротшильдів. До складу замку та його території також входять каплиця та великий парк.  

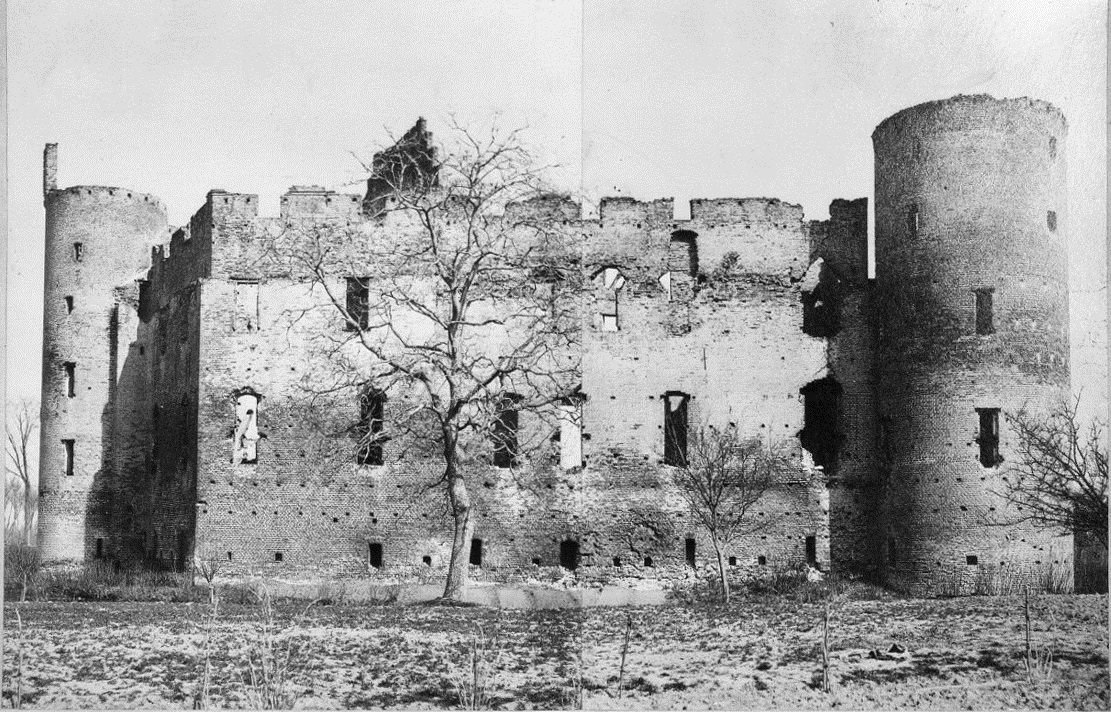
Руїни замку у квітні 1887 року.

Замок і пов'язані з ним землі та права залишилися у католицької гілки родини Ван Зуйлен ван Найвельт. Частина цієї сім'ї оселилася в Південних Нідерландах. Останній північно-нідерландський власник, бакалавр Антон-Мартінус ван Зуйлен ван Нівельт (1708-1801), призначив мера і члена парламенту Жана-Жака ван Зуйлена ван Найвельта (1752-1846) з Брюгге своїм спадкоємцем. Наприкінці 19 століття від замк не залишилося нічого, крім руїни. 

### Перебудова 1892 року

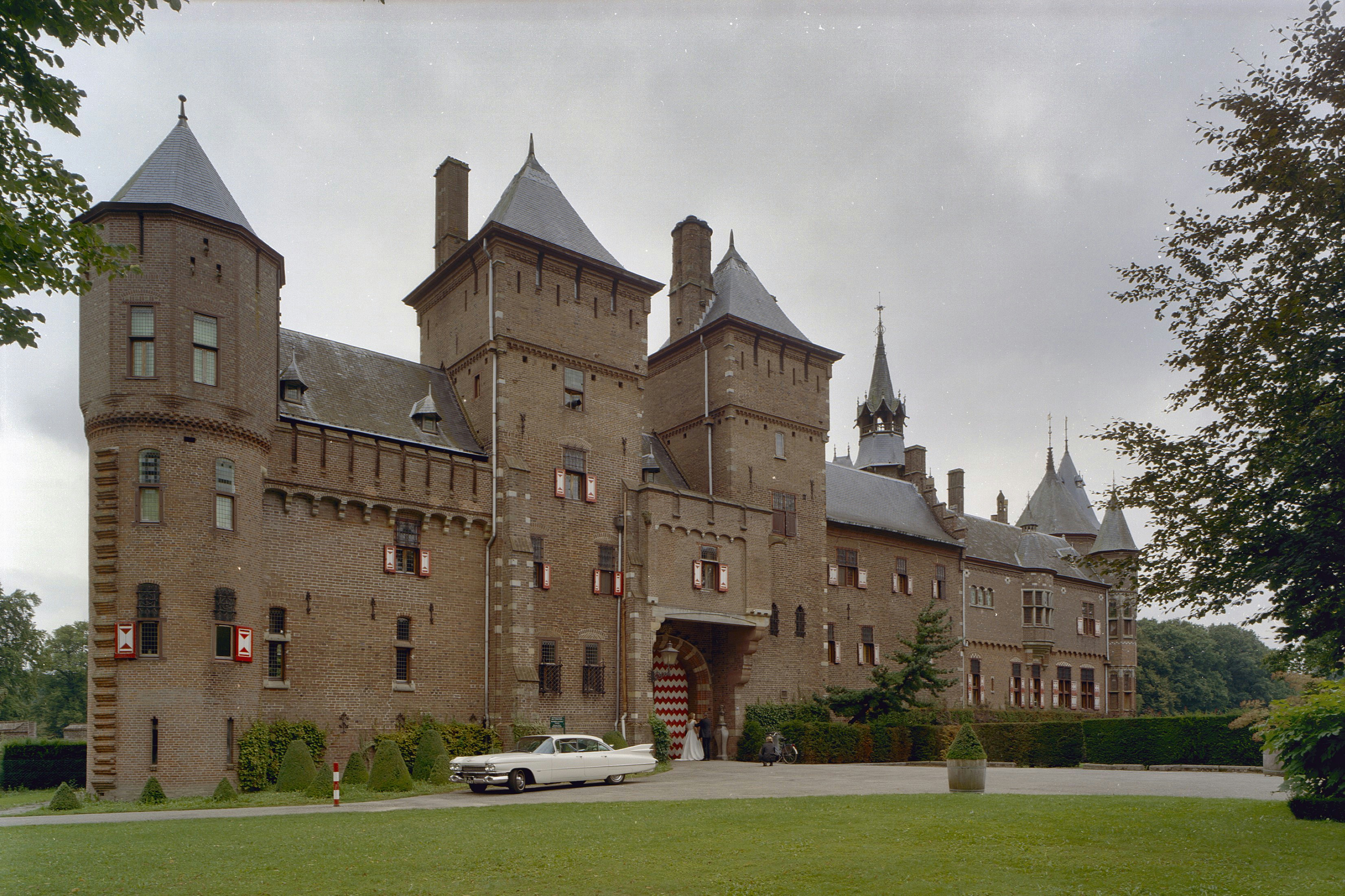
1910 рік

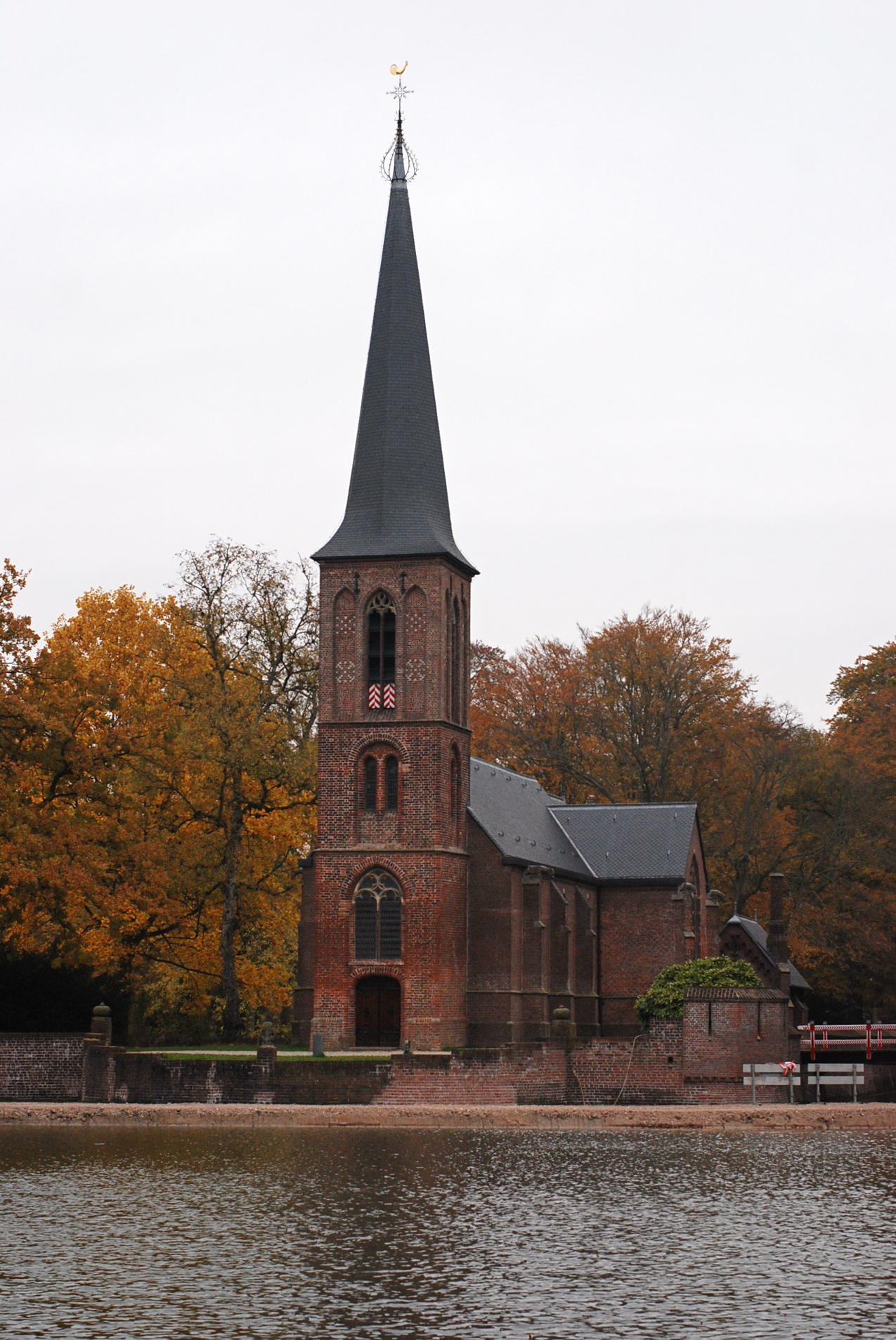
Каплиця в Кастель де Хаар

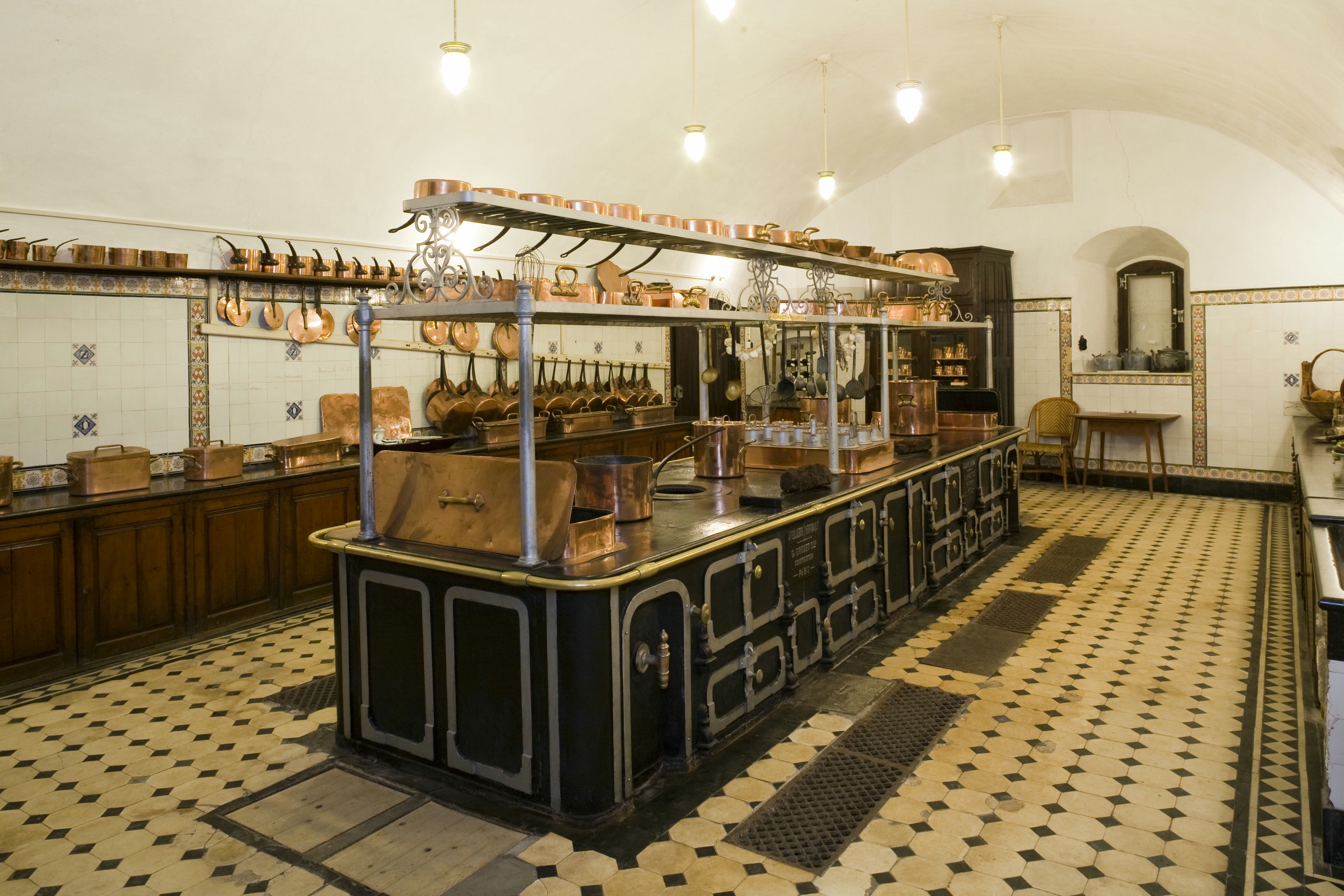
Кухня в замку з піччю

У 1890 році бельгійський барон Етьєн ван Зюйлен ван Найвельт ван де Хаар (1860-1934) успадкував руїни замку від свого батька Гюстава ван Зюйлена (1818-1890). Етьєн одружився 16 серпня 1887 року в Парижі з Елен баронесою де Ротшильд (1863-1947), спадкоємицею французької гілки багатої банківської родини Де Ротшильд.  Етьєн мав ресурси, щоб відбудувати родовий замок у величній манері як заміську резиденцію.
Барон доручив відомому архітектору П’єру Кейперсу відбудувати замок. Архітектор працював над цим  двадцять років у співпраці зі своїм сином Джозефом Кайперсом (з 1892 по 1912 рік). По всій будівлі є згадки про історію родини Ван Зуйлен.
Барон і баронеса  не збиралися жити в замку постійно. Оснащення сучасними гаджетами було сенсаційним. Електричне освітлення з власним генератором поєднувалося з центральним опаленням. Кухня була дуже сучасною. Тут зберігається велика колекція мідних каструль і сковорідок, а також величезна піч, близько шести метрів завдовжки, яка топилася вугіллям.
Замок було відремонтовано у 1911 році. Частину будівлі добудували поверхом для старшого сина Хеліна, який досяг повноліття. Після його смерті в результаті смертельного нещасного випадку в 1912 році це приміщення використовував його брат.
Під час Другої світової війни сім'я жила в еміграції в Нью-Йорку.
Після війни традиція «вересневої окупації» продовжилася. Наприклад, онук Етьєна та Елен, Тьєррі ван Зуйлен ван Найвельт ван де Хаар, щороку у вересні залишався в замку зі своєю родиною та персоналом.

### Нові власники
У 2000 році замок і пов'язані з ним будівлі були передані фонду Kasteel De Haar.  У 2001 і 2004 роках було укладено угоду, в якій було визначено, що прямі кровні родичі та родичі Тьєррі барона Ван Зюйлена мають право проживати в замку виключно у вересні місяці кожного року.
Каплиця може й надалі використовуватися цими кровними та шлюбними родичами для хрещення, шлюбу та похоронних церемоній. Зберігалося також право бути похованим на сусідньому цвинтарі чи у склепі.
Сім'я Ван Зуйлен спочатку залишалася власником меблів і колекції творів мистецтва і позичила їх Фонду Кастела Де Хаара на тридцять років. 7 листопада 2012 року було підписано договір, за яким фонд став власником замку, парку, господарських будівель. Колекція складається з чотирьох тисяч предметів, включаючи лівреї тощо. Його вартість оцінюють у понад десять мільйонів євро.
Передача колекції до фонду забезпечила її збереження в межах замку. Фонд прагне забезпечити існування цієї культурно-історичної пам'ятки.

## Інтер'єр

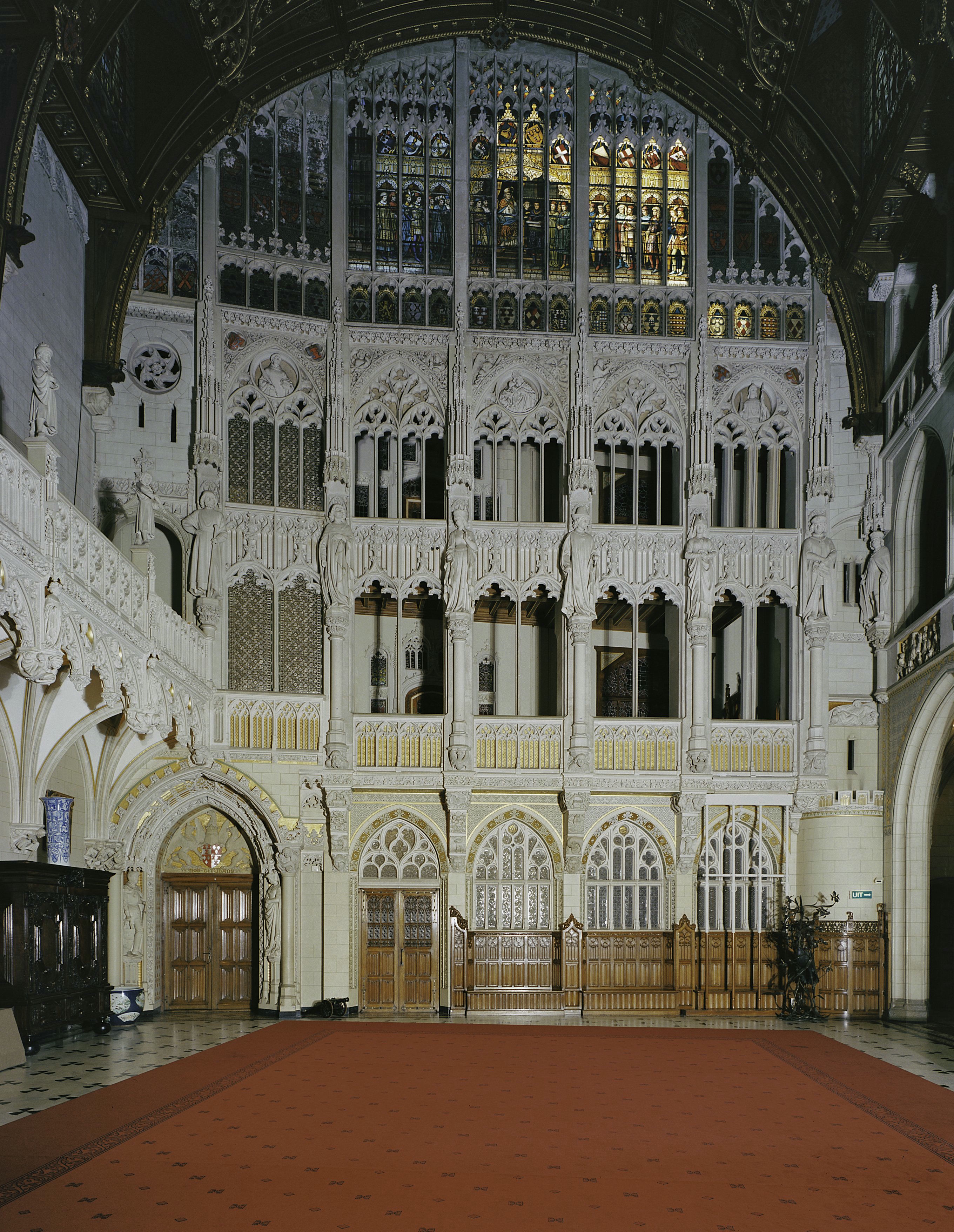
Частина центральної зали в замку

Інтер'єр замку багато оздоблений у «еклектичному стилі», головна частина виконана в стилі неоготики. Скульптури з піщано-вапняного каменю, столярні вироби переважно з дуба, вітражі та залізні вироби виготовлялися вручну в майстернях Кайперса.
Інтер'єр Центрального залу з його готичними вікнами, розетками, великими статуями нагадує інтер'єр католицького храму.
Кайперс також спроєктував низку «рухомих об’єктів», таких як меблі,  реверсивні лави, секретар, кафедра, і срібні столові прилади, спеціально обладнані сімейними гербами.
Приватні кімнати та кімнати для гостей були оформлені в різних стилях відповідно до побажань барона Етьєна. Це вписується в модну на той час еклектику для резиденцій еліти.
У замку є згадки про єврейське походження родини Де Ротшильдів, зокрема, зірки Давида на балках лицарського залу та сімейний герб, рука з п’ятьма стрілами над дверима між лицарськими руками.
Значно більше згадок про родини Ван де Хаар і Ван Зуйлен. Герби та зброю альянсу можна знайти всюди в інтер'єрі.
У розкішно декорованих кімнатах є колекція творів мистецтва, старовинної китайської та японської кераміки, три високоякісних гобелена 16-го століття, гобелен 17-го століття із зображенням народної сцени за мотивами мультфільму Девіда Тенірса.

## Парк і сади

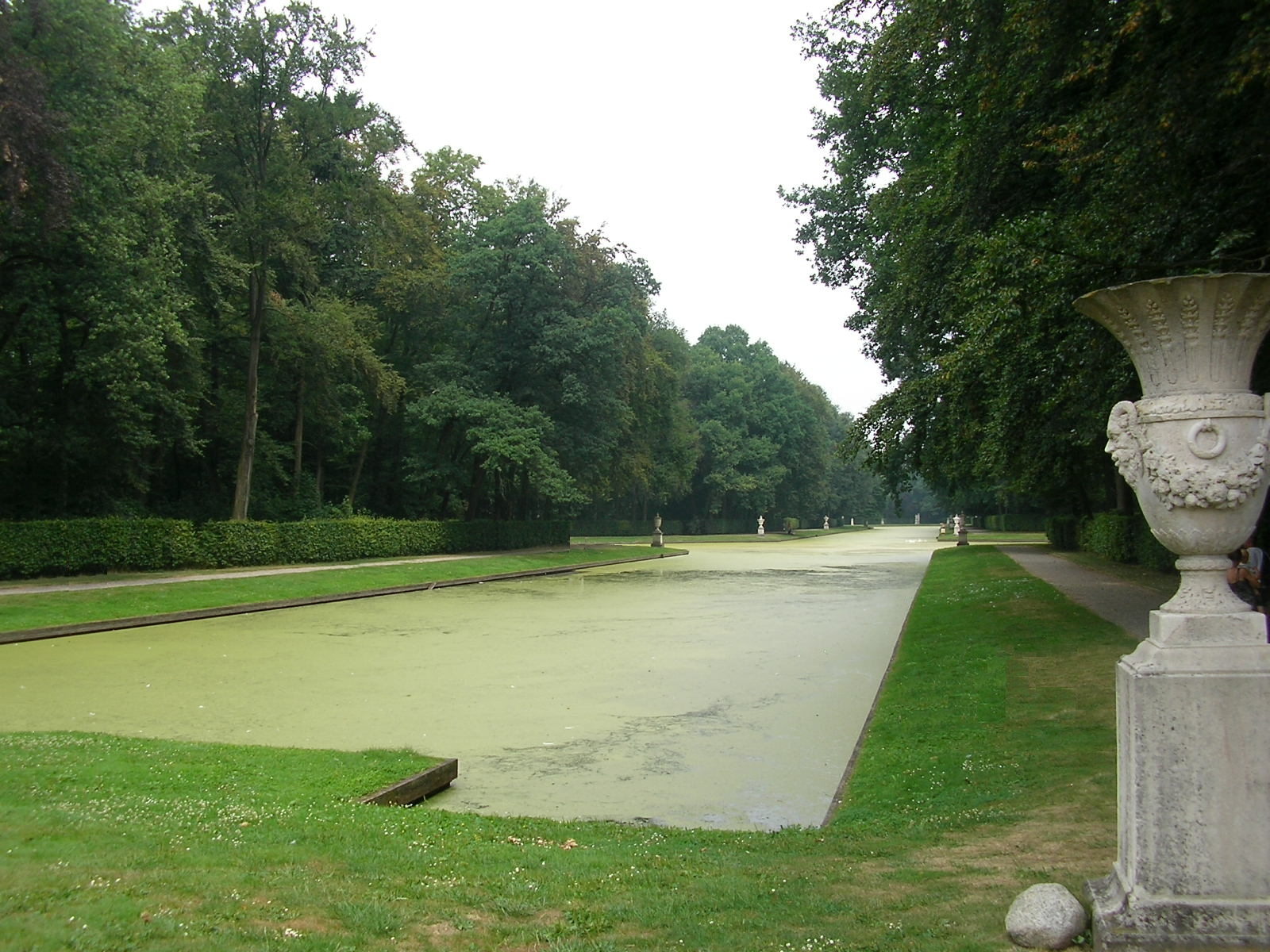
Поперечний ставок (великий канал)

Парк і сади були спроєктовані архітектором Хендріком Копейном у тісній співпраці з П'єром Куйперсом. Оскільки барон Етьєн хотів насолоджуватися зрілим парком, близько 1895 року він привіз 7000 дорослих дерев і висадив їх у парку, що розвивався.   Про це ходять легенди. Було придбано та знесено будівлю в центрі міста Утрехт, щоб його дерева могли легше приживатися.  
Парк розбитий в англійському ландшафтному стилі з водними об’єктами, групами дерев, романтичними доріжками, містками та краєвидами. Під час Другої світової війни сади були занедбані, земля була потрібна для вирощування овочів, а деревина використовувалася як паливо. Після війни садам повернули колишню красу.   
Барон і баронеса відвідали руїни в 1891 році й знайшли село біля замку: старий Хаарцуйленс. На місці теперішнього саду була сільська зелень із сільською насосною станцією. Було кілька будинків, корчма, хутори. Крім того, було кілька ферм, розкиданих навколо.

## Символіка

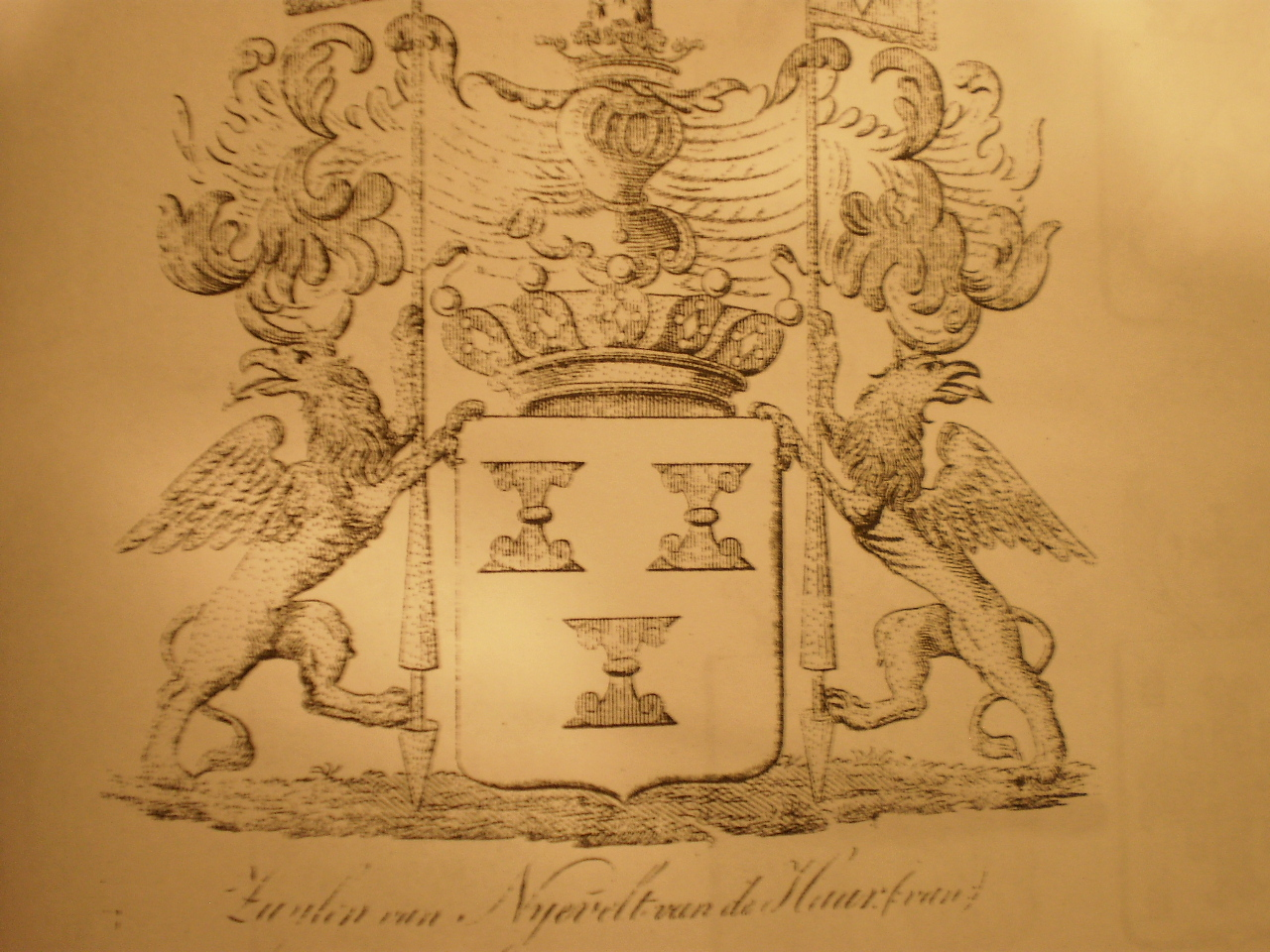
Герб Ван Зуйлен ван Де Хаар

Кольори сімейства Ван Зуйлен - червоний і білий. Герб складається з трьох червоних колон на білому полі. Герб розміщений майже в усіх будинках Гаарцуйленса, навіть у нещодавно побудованих.
- У 2003 році тут знімали серіал «Пригоди в замку», дитячого серіалу «Ернст, Боббі та де Рест».